# Gongon
Gongon es una localidad caboverdiana del municipio de São Miguel.

## Geografía
La localidad está situada en la isla Santiago.

## Organización territorial
La localidad abarca los lugares y barrios de:
- Cabaceira
- Cantada
- Chã Riba
- Cutelo
- Cutelo Baixo (Cutelo Mosca)
- Cutelo Vermelho
- Lém Ramos
- Lém Varela
- Ponta Curral
- Quebrada
- Rubom Pupa